# Адаптивный гуморальный иммунитет
Адаптивный гуморальный иммунитет (лат. humor — жидкость, лат. immun(is) — свободный) — форма иммунитета, направленная по большей части на внеклеточные антигены и необходимая для защиты организма от бактериальных патогенов и токсинов. Представляет собой синтез антител B-лимфоцитами в плазме крови в ответ на появление чужеродных антигенов. Антитела способны связываться с патогенами или токсинами, нейтрализуя их, помогая в поглощении фагоцитами (опсонизация) или через активацию комплементарной системы, а их распределение по различным жидкостям организма, включая кровь, выделяемую слизь и межклеточную жидкость обеспечивает полноту защиты.
Вирусы также стимулируют выработку антител. Противовирусной активностью обладают антитела IgG, IgM и IgA, при этом IgG отвечают за противовирусную активность в сыворотке крови, а IgA являются важным компонентом защиты слизистых оболочек. При инфицировании для большинства антигенов первыми начинают вырабатываться антитела IgM, через несколько дней после которых появляются IgG и IgA. При реинфекции же вырабатываются в основном IgG с небольшим количеством IgM и IgA. При локализованных инфекциях дыхательных путей и желудочно-кишечного тракта сопротивление обеспечивается антителами IgA и IgM, которые секретируются на слизистых оболочках и играют важную роль в защите от простуды, гриппа и кишечных вирусных инфекций. Антитела IgG помогают в предотвращении распространения инфекции гематогенным путём (через кровь), что может происходить при таких заболеваниях, как корь, краснуха и полиомиелит.
Помимо адаптивного гуморального иммунитета, обеспеченного выработкой антител, существует также врождённый гуморальный иммунитет, к которому относятся система комплемента, интерфероны и интерлейкин-1, отвечающий за повышение температуры тела.
В 1908 году за открытие гуморального иммунного ответа Паулю Эрлиху была присуждена Нобелевская премия по физиологии или медицине.